# Jorge Íñiguez Larios
Jorge Octavio Íñiguez Larios (? -El Tuito, Cabo Corrientes; 14 de marzo de 2020) fue un político y empresario mexicano. 
Fue presidente de la Cámara Nacional de Comercio (Canaco) en Colima; presidente del Comité Directivo Estatal del Partido Acción Nacional en Colima y consejero local en ese partido; regidor del H. Ayuntamiento de Colima durante la gestión de Carlos Vázquez Oldenbourg (1997-2000); y diputado de la LV Legislatura del Congreso del Estado de Colima y en la LIII Legislatura del Congreso del Estado de Colima. 
Falleció el 14 de marzo de 2020 a la altura de El Tuito, Cabo Corrientes, Jalisco, a causa de un accidente de motocicleta cuando se dirigía a Puerto Vallarta.